# Alphonse Maeder
Vous lisez un « article de qualité » labellisé en 2010.
Pour les articles homonymes, voir Maeder.
Alphonse Maeder (parfois orthographié Alphons Maeder ou Alphonse Mäder), né le 11 septembre 1882 à La Chaux-de-Fonds, en Suisse romande, et mort le 27 janvier 1971 à Zurich, en Suisse alémanique, est un psychiatre et psychothérapeute suisse affilié à la psychologie analytique. Ses contributions concernent surtout le rêve et sa fonction prospective, mais aussi la relation entre le patient et l'analyste, ainsi que le processus de guérison.
Après ses études de médecine, Maeder devient un pionnier de la psychanalyse. Très proche de Sigmund Freud au début (ce dernier lui donne en effet la charge de traduire en français les avancées de la psychanalyse), il s'en sépare pourtant en 1913, suivant la conduite de Carl Gustav Jung, duquel il est très proche. En effet, lorsque Maeder formule sa conception d'une « capacité prospective du rêve », dès 1912, Freud le critique sévèrement puis le met en garde contre des dérives mystiques.
Maeder continue ses travaux sur les capacités régulatrice et thérapeutique de la psyché et publie nombre d'ouvrages. Il s'intéresse au symbolisme du rêve, aux capacités d'autoguérison de la psyché, au transfert analytique, à la glossolalie et au lien entre la religion et la psychologie.

## Biographie

### Premières années et études de médecine
Fils de Louis Alphonse Maeder, un horloger suisse francophone, et de Louise Therese Bosing, une Allemande, bilingue donc, Maeder entreprend des études de médecine, spécialité psychiatrique, à Berne, en 1901, et qu'il poursuit à Zurich puis Berlin,.
Il obtient le doctorat de psychiatrie à Zurich et publie sa thèse en 1909. En 1903 il se lie d'amitié avec le zoologue et philosophe Hans Driesch. Ses travaux, qui conduisent à la réintégration, dans sa philosophie néovitaliste, du concept aristotélicien d'« entéléchie », influencent Maeder,. La conception de Driesch est en effet le prélude théorique à l'idée que toute activité du corps évolue vers une finalité et n'est pas simplement le résultat d'un mécanisme dénué de sens. Maeder s'appuie par la suite sur ces travaux pour élaborer la fonction prospective du rêve, expliquant que l'activité onirique vise une finalité, celle de l'anticipation des évolutions de la personnalité.

### Le Burghölzli et la psychanalyse

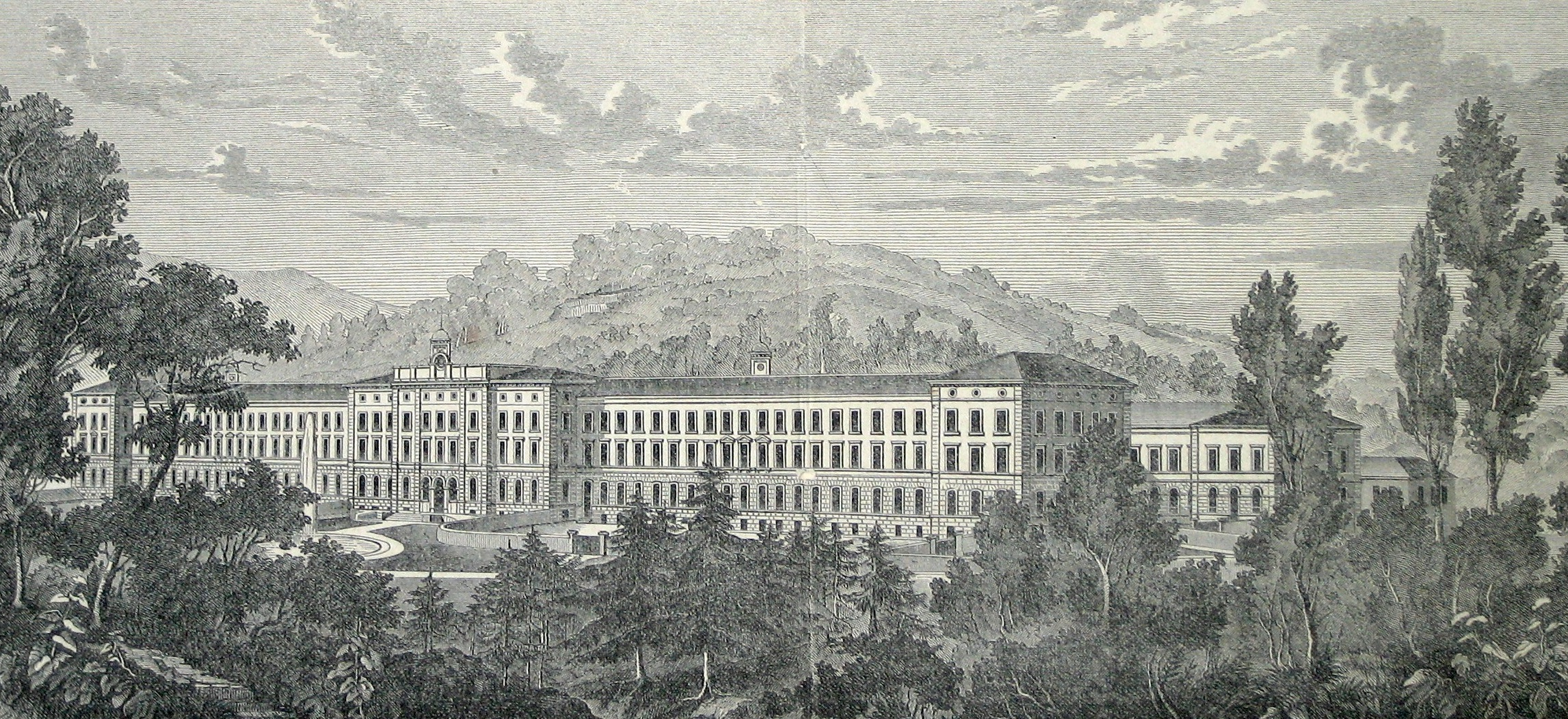
La clinique psychiatrique du Burghölzli vers 1890

De 1908 à 1909, Maeder travaille à la clinique psychiatrique universitaire de Zurich surnommé le « Burghölzli », comme médecin assistant du professeur Eugen Bleuler et du jeune psychiatre Carl Gustav Jung. Ce dernier l'initie à la psychanalyse naissante. Maeder obtient son diplôme de médecin en 1911, puis il décide de devenir psychanalyste et, à partir de 1906, il publie des travaux psychanalytiques en français et en allemand. Par la suite, après le départ de Jung de la clinique, en avril 1910, Maeder travaille avec Ludwig Binswanger, un autre médecin et psychanalyste suisse.
C'est au Burghölzli, dans le contexte de l'essor de la nouvelle psychiatrie dynamique, d'inspiration bleulérienne, qu'Alphonse Maeder se passionne pour les thèses freudiennes puis les popularise en Suisse et en France par la suite. Très vite, il se livre, comme Freud, à une auto-analyse et pratique la technique de la cure thérapeutique, en interprétant ses rêves et actes manqués. Cependant, des divergences d'avec la théorie freudienne apparaissent et ses articles de 1907, en français, concernant la doctrine psychanalytique, récusent le primat de la sexualité, pilier pourtant fondamental du freudisme.
Le Burghölzli jouit à cette époque d'une renommée internationale, étant à la pointe des méthodes psychiatriques. En plus d'être le témoin de l'affrontement intellectuel entre le jeune Jung et le professeur mature Bleuler, qu'il décrit comme « un combat à mort », Maeder dépeint l'établissement, dirigé par Bleuler d'une main de fer, comme un « monastère psychiatrique », :

« Le véritable centre d'intérêt c'était le malade. L'étudiant apprenait comment il fallait lui parler. Le Burghölzli était à cette époque une sorte d'usine où il fallait travailler très dur pour une rémunération modique. Chaque membre de l'équipe, du professeur au plus jeune interne, était totalement absorbé par son travail. Les boissons alcooliques étaient prohibées. Bleuler se montrait aimable à l'égard de chacun et ne jouait jamais le personnage du chef »

En 1907, Alphonse Maeder initie les lecteurs suisses des Archives de psychologie de Genève à l'interprétation des rêves de Freud. Il s'agit d'exposés didactiques des thèses de Freud, avec des analyses tirées de la vie quotidienne et des éléments de l'auto-analyse de Maeder. C. G. Jung, qui est, selon Maeder, « la première personne digne d'intérêt qu'il ait été amené à rencontrer », créé ensuite, à Zurich, l'Association freudienne de Zurich, surnommée la « Société suisse de recherche freudienne » (ou « groupe Freud »), « Gesellschaft für freudische Forschung » en langue allemande, réunissant : Eugène Bleuler (comme président), Carl Gustav Jung, Ludwig Binswanger, Franz Riklin, Edouard Claparède et Alphonse Maeder, ainsi que d'autres médecins suisses. Ce groupe se réunit la première fois à Zurich, le 27 septembre 1907, sur l'initiative de Jung.
Très vite, cette Société prend de l'importance et rivalise avec Vienne, le berceau de la psychanalyse. Ce groupe a en effet inspiré le premier congrès psychanalytique, celui de Salzbourg, qui se tient en avril 1908. Les membres ont pour habitude de se réunir à l’hôpital du Burghölzli régulièrement, mais le groupe est dissout en 1913 à la suite de la rupture de Jung et de Maeder avec Freud. Maeder note par la suite qu'à cette époque, les psychanalystes zurichois ont toujours bénéficié d'une totale liberté vis-à-vis de Vienne.
C'est en 1907, avec son article « Essai d'interprétation de quelques rêves » (publié dans les Archives de Psychologie) que Maeder se fait connaître en tentant une exégèse de la conception freudienne du rêve et de son interprétation. L'ouvrage présente un exposé sur « La théorie de Freud », puis Maeder délivre sa conclusion sur « L'Analyse des rêves », enfin il met en lumière « Quatre analyses de rêves » (deux de femmes et deux d'hommes). La réception de cet article en France est assez critique. Jean Paulhan en fait un compte-rendu simplifié dans le Journal de psychologie, mettant l'accent sur la clé des songes proposée et non sur la méthode, novatrice, proposée par Maeder, puis le docteur Jean Philippe, dans La Revue philosophique. Selon Élisabeth Roudinesco, Maeder joue un rôle d'importance pour « l'introduction du freudisme en France par la voie zurichoise » à ce moment-là. En janvier 1909, dans son article « Une voie nouvelle en psychologie (Freud et son école) », Maeder, enthousiaste, explique l'innovation que constitue la psychanalyse. Il est dès lors considéré comme un pionnier du mouvement psychanalytique et est de surcroît un intime de Freud avec qui il entretient une abondante correspondance, dès 1909.
Après la fondation, en 1909, de la première revue de psychanalyse, la « Jahrbuch für psychoanalytische und psychopathologische Forschungen », avec Bleuler et Freud comme directeurs et Jung comme rédacteur en chef, les divers psychanalystes peuvent développer leurs conceptions et les partager. Maeder publie ainsi dans le premier numéro de la revue un article intitulé « Sexualité et épilepsie » (« Die Sexualität der Epileptiker »),. Il est le premier psychanalyste à s'intéresser à l'épilepsie. Se référant aux Trois essais sur la théorie de la sexualité de Freud, il tente d'expliciter le lien qui existe entre cette maladie et la sexualité infantile.
Dès lors, la participation de Maeder au mouvement psychanalytique est notable. Il assiste en mars 1910 au second congrès de psychanalyse, à Nuremberg,. Ce rôle pionnier a été également salué en son temps par Freud lui-même.
De 1911 à 1918, il est thérapeute au sanatorium du Dr Bircher-Benner. Devenu spécialiste des maladies mentales et nerveuses organiques, il ouvre un cabinet privé de psychothérapie en 1908, à Zurich, dans lequel il officie jusqu'à sa mort,.
Maeder commence à publier des ouvrages de psychanalyse en langue allemande dès 1906 tels : « Die Sexualität der Epileptiker » (La Sexualité de l'épileptique, 1909), « Psychologie der Schizophrenen » (La Psychologie du schizophrêne, 1910) et en particulier des articles sur le symbolisme des rêves, considéré dans sa relation à la notion psychanalytique de projection avec « « Zur Entstehung der Symbolik im Traum » » (Sur la symbolique du rêve, 1910-1911) et la fonction onirique avec « « Funktion des Traumes » » (La Fonction du rêve, 1912). Il a notamment étudié la capacité prospective du rêve, notion proche de celle d'entéléchie élaborée par Hans Driesch. Celui-ci suppose l'existence d'une force vitale dont l'autonomie s'explique par l'intermédiaire de l'entéléchie. La réaction, lors de sa présentation à une conférence psychanalytique, du public averti est sans appel : Maeder est violemment critiqué, alors qu'il n'a cherché qu'à compléter la théorie freudienne selon ses mots. Il explique qu'il lui a été opposé « une tempête d'opposition (...), comme s'[il] avai[t] touché à une réalité sacrée »,.

### La psychanalyse et la France

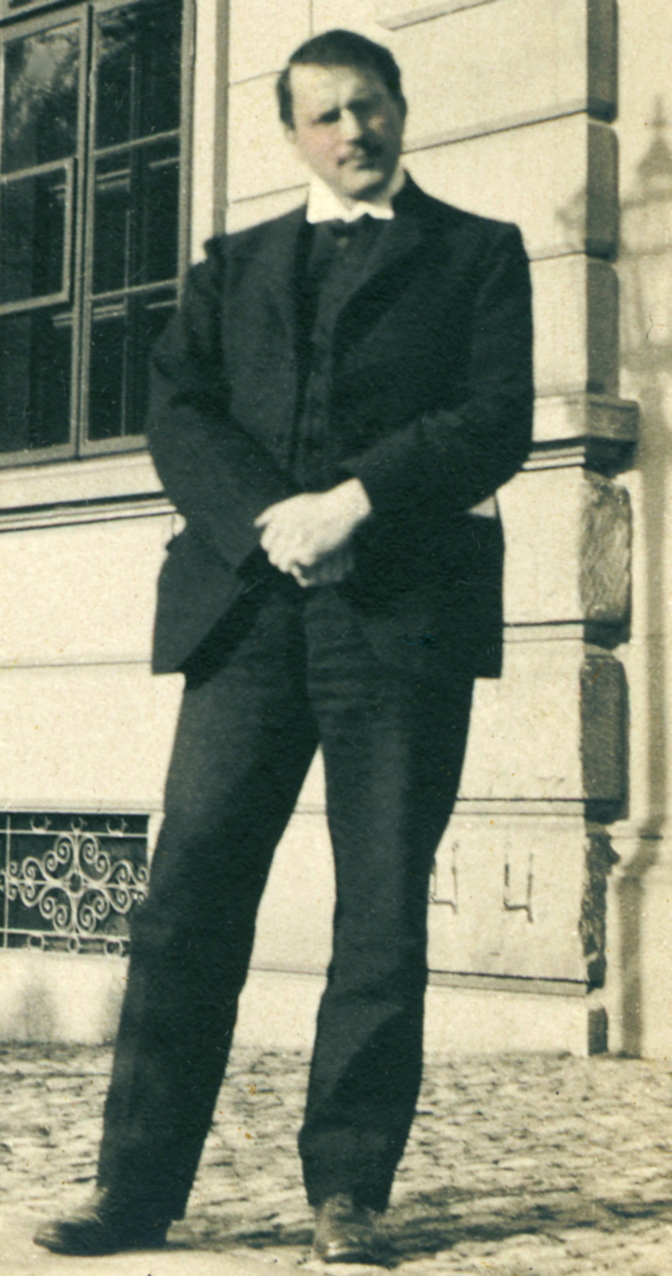
Le psychiatre suisse Carl Gustav Jung en 1910, au Burghölzli.

Ce sont les psychanalystes suisses, Maeder et Jung en tête, qui s'insurgent les premiers contre la résistance française à la psychanalyse, raillant son retard. Maeder a en effet joué un rôle d'importance dans la sensibilisation puis la diffusion de la psychanalyse en Suisse romande, puis dans l'Hexagone. Il a publié en 1906 un résumé introductif à L'Interprétation des rêves de Freud et sur lequel les Français s'appuient pour connaître l'œuvre de Freud. Maeder ne dispose alors que de la première version de L'Interprétation des rêves. Il commet des erreurs de réception de l'ouvrage de Freud, ainsi que des erreurs de traduction. Il présente ainsi l'inconscient sous le terme de « subconscient ». Enfin, selon Alain de Mijolla, il pratique la « clé des songes », comme beaucoup de premiers psychanalystes. La présentation de Maeder va constituer le précédent de multiples erreurs et biais de réception en France, car « c'est par cette méthode que les lecteurs français vont apprendre la psychanalyse ». C'est finalement avec Angelo Hesnard et Emmanuel Régis que la psychanalyse est correctement présentée en France, dès 1913.
Les psychologues et psychiatres français le critiquèrent cependant vivement. Il est en effet « ébouriffé », selon ses mots, pour avoir présenté le rêve dans une perspective différente de celle d'Henri Bergson, faisant alors autorité. Le Dr Bernard-Leroy, lors de la séance mensuelle de la Société de Psychologie d'avril 1908 fustige le pansexualisme des interprétations de rêves proposées par Maeder dans « Essai d'interprétation de quelques rêves ». Maeder est accusé de rechercher fanatiquement dans chaque rêve « un symbole obscène ». Il ajoute que l'interprétation de Maeder bascule rapidement dans « la pornographie et la scatologie ».
Dans « Sur le mouvement psychanalytique », Maeder reprend la thèse du retard français mais explique que la France est pourtant « le pays le mieux préparé » à recevoir la psychanalyse, car « terre classique du point de vue psychologie en médecine », avec la figure d'Alfred Binet notamment. Il pense que c'est de la Suisse romande que viendra la vulgarisation de la psychanalyse dans les pays latins. Il explique ainsi que Freud est en continuité avec les grands esprits français (Alfred Binet, Eugène Azam, George Guinon, Pierre Janet), puis il cherche une proximité entre la psyché dynamique de Freud et le subconscient statique de Janet et enfin réaffirme l'avancée de la psychanalyse dans l'étude de l'étiologie de la psychose et dans le phénomène onirique. Pour le psychanalyste Sandor Ferenczi, Maeder aurait pu permettre un rapprochement de Janet avec Freud.
Cependant, Maeder passe sous silence la sexualité (il parle avec euphémisme de « contenu taboué ») ainsi que la notion de transfert. Selon Elisabeth Roudinesco, Maeder donne une vision psychiatrique de la psychanalyse, parce qu'il est proche de Jung. Par ailleurs, les Français, Théodule Ribot en tête, utilisent le « tamis helvétique » — Maeder, Bleuler et Jung — « pour atténuer les effets subversifs de la doctrine freudienne » notamment son pansexualisme, pas du tout accepté en France. Enfin, les travaux de Maeder ont influencé, dans une mesure relative, ceux des psychiatres français ou francophones. Pierre Janet, dans La Psychoanalyse des névroses et des psychoses (1914), a en effet lu et compris les articles de Maeder,, ainsi qu'Henri F. Ellenberger pour qui Maeder est une figure de l'étude du processus de guérison.

### Rupture avec Freud et la psychanalyse
C'est en 1912, en pleine tension entre Freud et Jung, que Maeder a avec ce dernier un échange de lettres à propos du rêve et de la « question juive », échange qui initie leur querelle. Freud l'accuse en effet de n'avoir rien compris au symbolisme du rêve et d'être de surcroît antisémite. Maeder, comme Jung, note Roudinesco, croit à la psychologie différentielle des peuples et revendique contre Freud et les Juifs viennois une possible « identité chrétienne », en l'occurrence protestante (en Suisse), de la psychanalyse. Maeder critique aussi ouvertement la tendance du freudisme à s'ériger en une secte. Dans une lettre inédite de 1912, publiée par Marinelli et Mayer, le psychiatre suisse écrit à Freud :

« Je remarque depuis quelque temps que nous en venons progressivement à nous constituer en véritable secte. »

### Jung et la psychologie analytique
Maeder rejoint donc Carl Gustav Jung en 1913, après avoir rompu avec Freud la même année. Il s'éloigne définitivement de la psychanalyse freudienne en juillet 1914. La même année, il a pourtant travaillé, avec Ernest Jones, à la formulation de quelques suggestions quant à l'adaptation de l'œuvre de Freud à la langue anglaise, travail de longue haleine qui sera achevé par d'autres. D'autre part, il partage la présidence du troisième congrès de psychanalyse avec Otto Rank, à Munich, en 1913[Information douteuse], seul congrès à représenter au même niveau les deux écoles, celle de Zurich et celle de Vienne.
La coopération avec Jung, dès 1913, fait de Maeder un pilier de la psychologie analytique, aux côtés de Leonhard Seif, Franz Riklin, Adolf Keller (en) ou Johan Van Ophuijsen,, qui eux aussi quittent l'obédience freudienne. Toutefois, Maeder demeure un esprit libre. Charles Baudouin précise en effet qu'Alphonse Maeder est un chercheur indépendant qui, s'il s'est séparé de Freud, ne peut être réduit à être le simple disciple de Jung,. Dans son autobiographie intitulée Ma vie. Souvenirs, rêves et pensées (1957), Jung explique que Maeder est davantage qu'un simple assistant ; avec Franz Riklin, il demeure en effet son seul ami, à la suite de sa rupture avec Freud,. De son côté, Maeder considère Jung comme son « ami supérieur ». Cependant, lors des premières années de la psychologie analytique, les scènes d'animosité entre les deux hommes n'ont pas manqué. Maeder est l'un des rares témoins de la vie intérieure de Jung à cette époque, explique Henri F. Ellenberger, vie intérieure d'où émerge la psychologie analytique par la suite.
Dans l'article de 1913, « « Autoreferat, Ortsgruppe Zürich. Korrenspondenzblatt der Intrenationalen Psychoanalytischen Vereinigung » », Maeder revient sur la distinction entre le freudisme et psychologie analytique, faisant de Freud et de Jung les représentants de deux mentalités différentes, la première s'apparentant à la mentalité classique et la seconde à l'esprit romantique, selon la distinction caractérologique opérée par W. Ostwald dans Les Grands Hommes.
Maeder participe ensuite au mouvement de la psychologie analytique, cercle concurrent du freudisme et qui connaît une expansion mondiale similaire. Jung constitue en effet autour de lui et de sa femme Emma Jung un cercle de partisans, des couples pour la plupart : les Maeder, les Riklin, les Sigg-Böddinghaus, Maria Moltzer et Oskar Pfister ainsi que des médecins du Burghölzli. Eugène Bleuler, réticent à l'égard de Freud, rejoint Jung et organise alors des réunions de psychologie[réf. souhaitée]. Cette « Association de psychologie analytique » a pour but avoué de promouvoir les théories de Jung et rassemble la plupart des analystes zurichois qui ont rompu avec Freud, parmi lesquels : Franz Riklin, Alphonse Maeder, Adolf Keller, Emma Jung, Toni Wolff, Hans Trüb (médecin et psychanalyste du Burghölzli qui devient le psychanalyste d'Emma Jung) et Herbert Oczeret. Par la suite, ce petit groupe devient l'« École de psychanalyse de Zurich ». Jung en partage la direction avec Alphonse Maeder qui « devint l'un des membres les plus respectés de la nouvelle association ». Il était « révéré par ses patients (...) irradiant une chaleur humaine autant dire jamais vue chez un psychiatre ; même Jung fondait ».
Dès lors, ses contributions principales concernent le rêve et son symbolisme, le transfert analytique et la guérison thérapeutique. Selon Maeder, le rêve est fondé sur un mécanisme de compensation psychique. Il possède aussi une fonction prospective, orientée par la nécessité d'accomplir le développement du sujet. Il privilégie aussi l'autorégulation et l'autoguérison de l'âme, l'association personnelle entre médecin et patient, le rôle du médecin comme guérisseur, comme « celui qui reconstitue la globalité psychique ».

### Dernières années et derniers travaux
Dans un ouvrage collectif, F. Hodler. Étude de son développement psychique et de l'importance nationale de son art, de 1916, Maeder fait l'étude du symbolisme pictural du peintre suisse Ferdinand Hodler. La même année, il publie Contributions à la psychopathologie de la vie quotidienne : Oublis - Confusions - Lapsus, qui sera suivi de Nouvelles contributions à la psychopathologie de la vie quotidienne, dans lequel il fait une double référence d'autorité : à Freud et à Jung. Alain de Mijolla parle en effet de « l'œcuménisme de Maeder ».
Il continue d'autre part son activité de thérapeute libéral. Il travaille aussi en collaboration avec un autre analyste genevois, Paul Tournier, auteur de la « médecine de la personne ». Il s'éloigne peu à peu de l'Association de psychologie analytique (qui devient en 1924 la Société suisse de psychologie analytique), après en avoir refusé deux fois la présidence. Pendant la montée du nazisme, puis pendant la Seconde Guerre mondiale, Maeder ne suit pas Jung dans l'administration et l'affiliation à la Société allemande de psychothérapie. Il se contente en effet d'animer des conférences à Küsnacht, près de Zurich.
Maeder se détache d'abord de l'Église pour défendre une conception naturaliste de l'homme puis, par la suite, il s'oriente vers une compréhension globale et chrétienne et compte ainsi parmi les plus éminents psychothérapeutes chrétiens. Dans un article de 1926, « De la Psychanalyse à la Psychosynthèse », Maeder dénonce le dogmatisme dans lequel la psychanalyse est enfermée, dogmatisme tenant selon lui de la mentalité judéo-allemande. Il lui oppose la mentalité suisse, représentée par l'« école de Zurich » et par la guérison fondée sur la confiance entre le patient et le médecin. Selon lui, la fonction religieuse et spirituelle est une donnée fondamentale que toute analyse doit prendre en compte.
Ses dernières recherches portent sur l'association personnelle entre le patient et le médecin, considéré comme un guérisseur, ainsi que comme un médiateur permettant de reconstituer la globalité psychique. L'idée de synthèse le conduit à l'anthropologie religieuse, aux travaux de Martin Buber surtout, et, en 1932, il collabore avec Frank Buchman au sein du groupe d'Oxford. En 1957, il publie un texte sur le développement spirituel, puis un autre dans lequel il revient sur sa relation avec Sigmund Freud. Restant toujours proche de Jung, Maeder adhère par la suite au Réarmement moral issu du mouvement de la « régénération de l'homme » de Frank Buchman. Comme de nombreux pionniers du freudisme, il s'intéresse à des techniques thérapeutiques anciennes d'inspiration religieuse ou culturaliste. Il distingue trois types de guérisseurs : le « profane » faisant appel à la rationalité ou à des traitements prétendus tels, le « magicien » agissant par suggestion et charisme, le « religieux » enfin, sur lequel le malade peut projeter le modèle inconscient du « Sauveur », variante de l'archétype jungien du « vieux sage », qu'il reprend dans sa conception,.

## Travaux et recherches

### La fonction prospective du rêve
Alphonse Maeder consacre la majorité de ses travaux à étudier la fonction prospective dans les rêves à travers deux ouvrages : Sur la formation des symboles dans les rêves (« Zur Entstehung der Symbolik im Traum ») en 1910 et La Fonction des rêves (« Funktion des Traumes ») en 1912, dans l'article « Essai d'interprétation de quelques rêves » (1907) également. La théorie de Maeder est en continuité avec celle de Jung. Selon lui en effet, le rêve seul n'apporte rien et la série de rêves est davantage significative car elle exprime un but psychique que l'inconscient a perçu avant la conscience,. Les conceptions selon lesquelles tout rêve doit être étudié au sein d'une série de rêves, et celle de la fonction téléologique de la production onirique, reprises par Jung et la psychologie analytique, proviennent de Maeder.

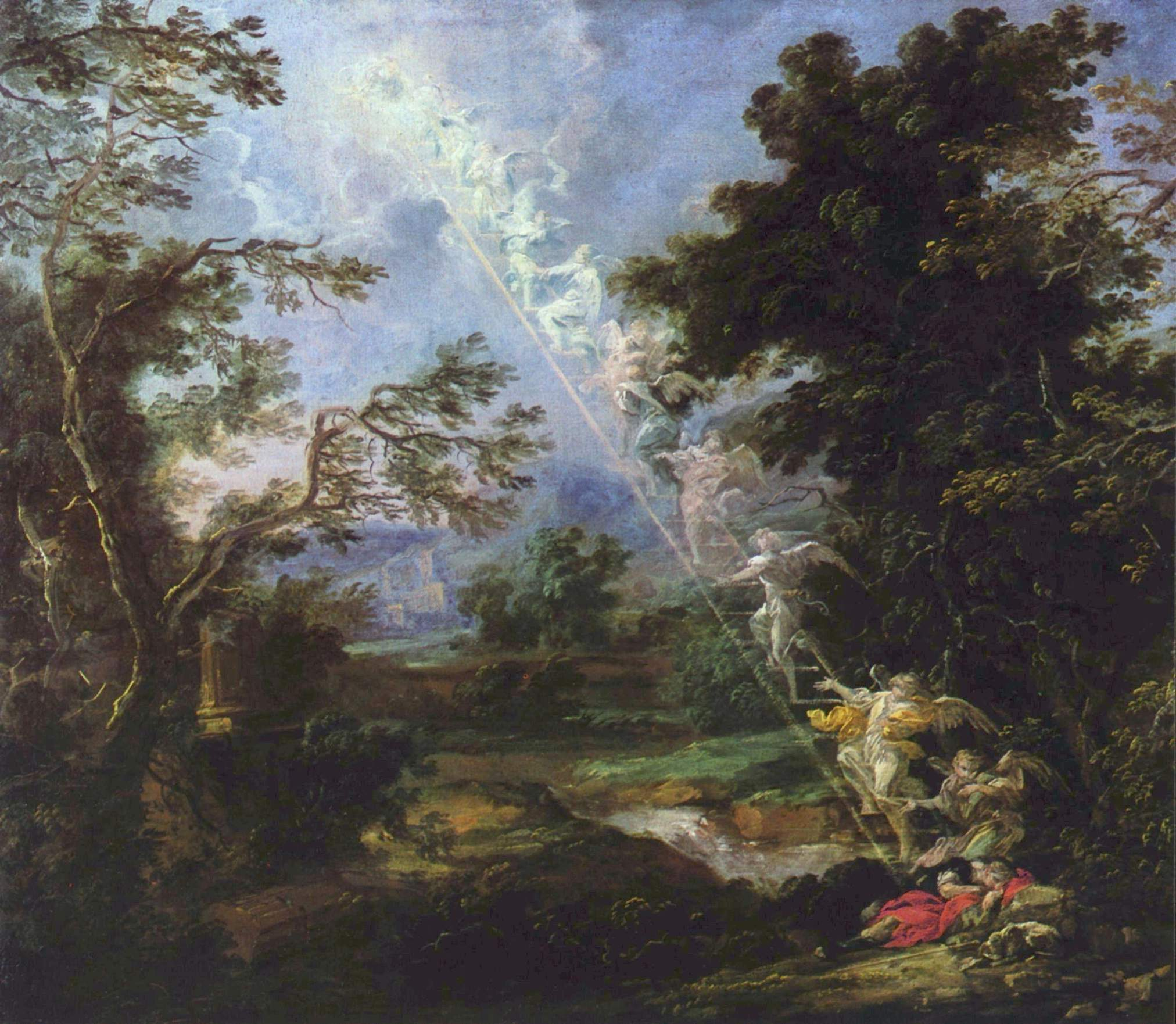
Michael Lukas Leopold Willmann, Paysage du rêve de Jacob, vers 1691.

Le rêve est selon Maeder « un jeu d'activités qui se cherchent », résume Charles Baudouin, et ayant une fonction cathartique. Maeder a également montré que l'interprétation sexuelle d'un rêve n'est pas immédiate, et que celui-ci est toujours plus riche de sens si l'analyste ne le lit pas au préalable comme une pulsion libidinale. Enfin, l'apport de Maeder est surtout relatif à la capacité prospective des rêves, qui est selon lui inconsciente et qui va  et qu'il expose dans son article « Sur le mouvement psycho-analytique », au chapitre VII intitulé « la théorie ludique des rêves », publié dans L'Année psychologique, la revue d'Édouard Claparède. Le rêve est donc une anticipation qu'il ne faut pas confondre avec une capacité prophétique voire télépathique (idée que Jung ne récuse cependant totalement pas).
À la vision causaliste de Freud, Maeder propose une vision téléologique, visant une finalité et que Jung adopte très vite car elle permet d'expliquer comment l'inconscient compense l'attitude consciente. Selon Charles Baudouin cette nouvelle conception permet de repenser le problème philosophique de la matière et de la forme. Maeder dit ainsi :

« Je distingue donc nettement à côté du facteur énergétique (qui fait l'essence du concept de la libido de Jung) un facteur qui lui est coordonné, le facteur direction (l'orientation). Dans le point de vue statique on distingue avec raison le contenu de la forme ; ici il faut distinguer le courant (l'énergie) et la direction. »

Cette conception est empruntée aux travaux de Théodore Flournoy, notamment son concept d'« automatisme » empêchant le suicide du sujet, et surtout à ceux du biologiste Karl Groos. Ce dernier considère, dans « Die Spiele der Menschen » (1899), que le jeu permet à l'enfant de préparer ses activités futures. Maeder explique donc, dans « Über die funktion des Traumes » (1912), que le rêve a deux principales fonctions dans la vie psychique : il a une visée cathartique et il prépare certaines activités complexes futures. L'imagination est ainsi une mise en pratique de ces deux fonctions. Enfin, les phénomènes de prédiction attachés à la personnalité du médium pourraient s'expliquer, selon Maeder, par une activation de la fonction prospective du rêve.
Maeder, mais aussi Alfred Adler et Léo Oppenheimer, exploitent la capacité naturelle du rêve comme prophétique. Adler reconnaît ce qu'il doit à Maeder : « De toutes les autres théories du rêve qui ont été formulées postérieurement à celle de Freud, celle de Maeder est la seule qui se rapproche plus ou moins de ma manière de voir ». Adler pense que le « rêve ont une fonction de penser par avance » alors que Maeder prétend démontrer que les rêves, en plus d'être des réalisations de désirs, ont une « fonction secondaire » et résolvent des conflits. L'originalité de la conception de Maeder a été cependant vivement critiquée par Freud qui explique, dans une lettre adressée à Raymond de Saussure : « J'ai à plusieurs reprises rendu Maeder attentif à cette confusion du rêve et des pensées latentes du rêve, en vain. ». La critique est également venue de son fidèle partisan, Karl Abraham, dans son essai « Critique de l'essai d'une présentation de la théorie psychanalytique de C. G. Jung ». Selon lui en effet « la « tendance prospective » n’est donc pas non plus une découverte originale de Jung ou de Maeder, mais simplement une dénomination nouvelle d’une impasse que Freud a d’avance évitée. » Cependant, en 1913, Alfred Adler accuse Maeder, dans son article « Über die Funktion des Traumes », de l'avoir plagié. Ce dernier démontre que sa conception, datant de 1910, est antérieure à celle d'Alfred Adler.

### Autres travaux et influence

#### La guérison psychologique
Selon Maeder, la psyché recèle les moyens de s'auto-guérir, par le rêve notamment. L'analyste ou le médecin, plus généralement, devient pour le patient une figure spirituelle sur laquelle il projette l'archétype du Sauveur. Maeder pense que dans l'Histoire, de telles projections ont donné corps à des rites et traditions de guérison. Un saint, un dieu, un personnage mythique ou un sanctuaire peut en effet recevoir l'archétype du Sauveur et être investi d'une force de guérison. Maeder a développé une psychothérapie brève, fondée sur le désir authentique du malade de se faire aider, désir qui, en retour, oblige l'analyste à s'imposer de « sévères exigences ». L'analyste doit en effet faire preuve d'empathie, en plus d'être conscient de tous les problèmes que la cure peut poser, comme le contre-transfert.
Maeder use donc d'une « méthode active » dans laquelle plusieurs phases apparaissent et qui évoluent dans un cadre éthique. D'abord le malade doit, de lui-même, appeler à l'aide (c'est le « processus d'appel »). Ensuite, le thérapeute répond en manifestant à son tour son désir d'aider. Ce dernier doit étudier et mettre au jour, puis mobiliser, les forces d'autoguérison du patient. Le malade va ensuite inconsciemment investir le thérapeute d'une aura spirituelle (c'est la projection de l'archétype du Sauveur) qui permet d'activer ces forces ; le thérapeute est donc une figure moderne du guérisseur ou medecine-man. Maeder remarque que lors de l'irruption de cet archétype, le processus de guérison s'accélère. Le critère qui lui permet d'affirmer que la guérison est en bonne voie est l'apparition, chez le patient, de sentiments forts, voire d'amour, sentiments constructifs et reconnaissants, envers le thérapeute.

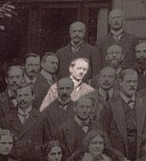
Alphonse Maeder lors du congrès de psychanalyse de 1911 (détail).

#### Synthèse entre la religion et la psychanalyse
L'ouvrage « Die Richtung im Seelenleben » (1929) est une tentative de synthèse entre la religion chrétienne d'une part et la psychanalyse d'autre part. Dans une première partie, Maeder, reprenant un texte de 1918, s'attache à montrer les points communs entre ces deux domaines du point de vue de la guérison et du développement de la vie psychique. Le transfert psychanalytique est particulièrement étudié. Selon Maeder, le rôle du thérapeute évolue progressivement, tout au long de l'analyse, d'un statut d'« agent psychothérapeutique » à celui de « partenaire », puis enfin d'« appelé ». Maeder pense en effet que la dimension religieuse et spirituelle doit faire partie intégrante du processus de guérison psychique, explique son ami et psychiatre suisse Paul Tournier. Une seconde partie intitulée « Conscience et réalisation » constitue les conférences faites à Amersfoort (en Hollande). La troisième et dernière partie, « Psychanalyse et éducation » (rééditée sous le titre « Réalisation dans l'éducation ») propose une approche psychanalytique de la pédagogie.
La conception de Maeder est, selon Charles Baudouin, « un enseignement d'hygiène morale et spirituelle ». En effet, par sa thérapeutique brève et éthique, il met l'accent sur « l'œuvre de rééducation pratique » qu'accomplit le psychothérapeute à l'égard de ses patients. Enfin, cet enseignement s'adresse à l'Humanité en général. Dans Vers la guérison de l'âme il explique que l'individu est menacé dans son identité et que seule une discipline d'auto-éducation fondée sur la connaissance de soi peut recentrer la psyché individuelle. Maeder rejoint le groupe d'Oxford, rassemblement de personnalités chrétiennes et multidisciplinaires prônant le « réarmement moral » de la civilisation. La pratique de Maeder a ainsi intégré peu à peu la spiritualité et la relation unique qui existe entre patient et analyste. J. W. G. Meissner a principalement centré son étude biographique de Maeder sur cette « psychiatrie pastorale » dans « Van hulp en heil: de pastorale psychiatrie van Alphonse Maeder » (1952).

#### Analyse de la glossolalie
Dans La Langue d'un aliéné. Analyse d'un cas de glossolalie, et suivant les conceptions d'Eugène Bleuler et de Théodore Flournoy, Maeder présente l'existence d'un sens caché derrière le charabia d'une langue délirante fabriquée par un schizophrène, patient dénommé par les initiales « F. R. » et qui s'imagine vivre dans un pays imaginaire du nom de « Salisjeur ». Maeder reprend les notions d'« autisme » et celle de « démence précoce » préalablement étudiées par Eugène Bleuler et Carl Gustav Jung, sans mentionner leur origine autoérotique, et les nomme « repliement sur soi-même », les comparant à l'appellation française d'« autophilie ». Il fait aussi souvent référence, au cas de glossolalie délirante le plus connu à l'époque, celui du Président Schreber. L'étude des glossolalies est en effet en vogue chez les pionniers de la psychanalyse. Maeder relie le phénomène de glossolalie à l'économie psychique telle que la conçoit la psychologie analytique. En effet, l'invention d'une langue fictive témoigne de la recherche de la part du patient d'« un instrument adéquat à sa pensée ». Il poursuit : « Il [le patient] vit dans un monde fantaisiste qui doit lui fournir une compensation pour l'existence terre-à-terre qu'il a dû mener jusqu'alors. Une langue nouvelle est alors nécessaire à cet esprit naïf pour exprimer des idées si nouvelles, profondes et abstraites, des choses si grandioses, pour décrire un monde si nouveau ». Selon Maeder, l'affectivité et l'infantilité jouent un rôle explicatif dans la glossolalie.

#### La psychosynthèse
Dans « De la Psychanalyse à la Psychosynthèse » (1926) Maeder épouse une conception nouvelle, se démarquant définitivement de l'héritage freudien. En annonçant la prise en compte de l'individu dans l'optique de la psychosynthèse, Maeder récuse le primat de la libido sur la psyché et l'idée que celle-ci se fonde sur des instances antagonistes. Il existe ainsi des degrés dans l'activité psychique, ainsi que deux attitudes, l'une hédonique, élémentaire et utilitaire et une autre de réalisation qui intègre les buts de l'individu. Ainsi, là où la psychanalyse explique la personnalité par le refoulement et l'identification, la psychosynthèse, selon Maeder, l'explique par l'adaptation au réel et au social. Cette conception a influencé la théorie de Roberto Assagioli, père de la psychosynthèse. Roberto Assagioli s'est en effet largement fondé sur les travaux de Maeder pour développer une approche intégrative de la vie psychique. Par ailleurs, le Dr René Morichaut-Beauchant, dans Les Troubles de l'instinct sexuel chez les épileptiques (1912) s'inspire également de la théorie de Maeder et de celle de Cesare Lombroso, selon lesquelles l'épileptique est un délinquant en puissance.

## Œuvres d'Alphonse Maeder
Les articles et ouvrages sont classés par ordre chronologique.

### Articles

#### En langue allemande
- (de) « Die Symbolik in den Legenden, Märchen, Gebräuchen und Träumen », Psychologisch-neurologische Wochenschrift, vol. X,‎ 1908-1909, p. 45-55.
- (de) « Die Sexualität der Epileptiker », Jahrbuch für psychoanalytische und psychopathologische Forschungen, vol. I,‎ 1909, p. 119-154.
- (de) « Psychologische Untersuchungen an Dementia præcox-Kranken », Jahrbuch für psychoanalytische und psychopathologische Forschungen, no 2,‎ 1910, p. 185-245. (lire en ligne [PDF]).
- (de) « Zur Entstehung der Symbolik im Traum », Zentralblatt für Psychoanalyse, vol. 1,‎ 1910, p. 383-389.
- (de) « Über die Funktion des Traumes », Jahrbuch für psychoanalytische und psychopathologische Forschungen, vol. 4,‎ 1912
- (de) « Zur Frage der Teleologischen Traumfunktion. Eine Bemarkung zur Abwehr », Jahrbuch für psychoanalytische und psychopathologische Forschungen, no 5,‎ 1913, p. 453-454.
- (de) « Autoreferat, Ortsgruppe Zürich. Korrenspondenzblatt der Intrenationalen Psychoanalytischen Vereinigung », Internationale Zeitschrift für ärztliche Psychoanalyse, no 1,‎ 1913, p. 621-622.
- (de) « Die Richtung im Seelenleben », The Journal of Nervous and Mental Disease, vol. 69, no 5,‎ mai 1929, p. 609. Traduit en anglais sous le titre The Direction in Psychic Life
- (de) « Der mythische Heilbringer und der Arzt », Psyche Verzeichnis, no 5,‎ 1951, p. 92-97.
- (de) Boss, M., H.K. Fierz-Monnier, A. Maeder, « Herkunft und Wesen des Archetypus-Begriffes. Eine Diskussion », Psyche Verzeichnis, no 7,‎ 1953, p. 217-240.
- (de) Elga Kern (dir.), Wegweiser in der Zeitwende : Mein Weg von der Psychoanalyse zur Synthese: Ein Autobiographicher Beitrag zur Wandlung der Geisteshaltung seit 1900, Munich, Ernest Reinhardt, 1956
- (de) « Persönlich Erinnerungen an Freud und retrospektive Besinnung », Schweizer Zeitschrift für Psychologie, no 15,‎ 1956, p. 114-122.

#### Articles écrits en langue française
Ces articles n'ont pas été traduits de l'allemand. Les dates fournies correspondent à la publication originale française.
- « Contribution à la psychopathologie de la vie quotidienne », Archives de psychologie, vol. VI,‎ avril 1907, p. 149-152.
- « Essai d’interprétation de quelques rêves », Archives de psychologie, vol. VI,‎ avril 1907, p. 354-375.
- « Nouvelles contributions à la psychopathologie de la vie quotidienne », Archives de psychologie, vol. VIII,‎ février 1908, p. 283-299.
- « À propos des symboles », Journal de psychologie normale et pathologique, no 1,‎ janvier-février 1909, p. 46-51.
- « Une voie nouvelle en psychologie (Freud et son école) », Coenobium, Milan, Lugano, no III,‎ janvier 1909, p. 97-115.
- « Sur le mouvement psychanalytique. Un point de vue nouveau en psychologie », L'Année psychologique, vol. 18, no 1,‎ 1911, p. 389-418. (lire en ligne, consulté le 12 mai 2010)
- « Psychopathologie et pathologie générale », L'Encéphale, XIX, mars 1924, p. 163-177.
- « De la Psychanalyse à la Psychosynthèse », L'Encéphale, no 8,‎ septembre–octobre 1926, p. 577-589.

### Monographies

#### En langue allemande
- (de) Über das traumproblem, F. Deuticke, 1914, 40 p.
- (de) Heilung und Entwicklung im Seelenleben, Zurich, Roscher, 1918Traduit en anglais sous le titre : Healing and Development in the Psychic Life
- (de) Der Psychotherapeut als Partner. Eine appellative Psychotherapie, Zürich-Stuttgart, Rascher, 1957

#### Ouvrages traduits en langue française
Tous les ouvrages sont traduits de l'allemand. La date fournie est celle de la publication française.
- La langue d'un aliéné. Analyse d'un cas de glossolalie, A. Kündig, 1910Première publication dans la revue L'Encéphale, 1910, p.208-216
- Ferdinand Hodler. Étude de son développement psychique et de l’importance nationale de son art, vol. 5, Rascher, coll. « Publications sur la vie et l'art suisses », 1916Ouvrage édité en 500 exemplaires, en collaboration avec Paul Seippel et Jacques Charles Lenoir
- Contributions à la psychopathologie de la vie quotidienne : Oublis - Confusions : Lapsus, W. Kündig & Fils, 1916, 4 p.
- Guérison et évolution dans la vie de l'âme : la psychanalyse, son importance dans la vie contemporaine, Rascher, 1918
- Vers la guérison de l'âme : cas de psychothérapie brève tirés de la pratique d'un psychiatre, Delachaux & Niestlé, coll. « L'homme et ses problèmes », 1946, 190 p.
- L'homme et ses problèmes, Delachaux & Niestlé, 1953
- La personne du médecin, un agent psychothérapeutique : vers une nouvelle vocation médicale, Delachaux & Niestlé, 1953
- De la psychanalyse à la psychothérapie appellative : expérience en psychothérapie de courte et de longue durée, Payot, coll. « Bibliothèque scientifique », 1970